# 尖沙咀東海濱平台花園

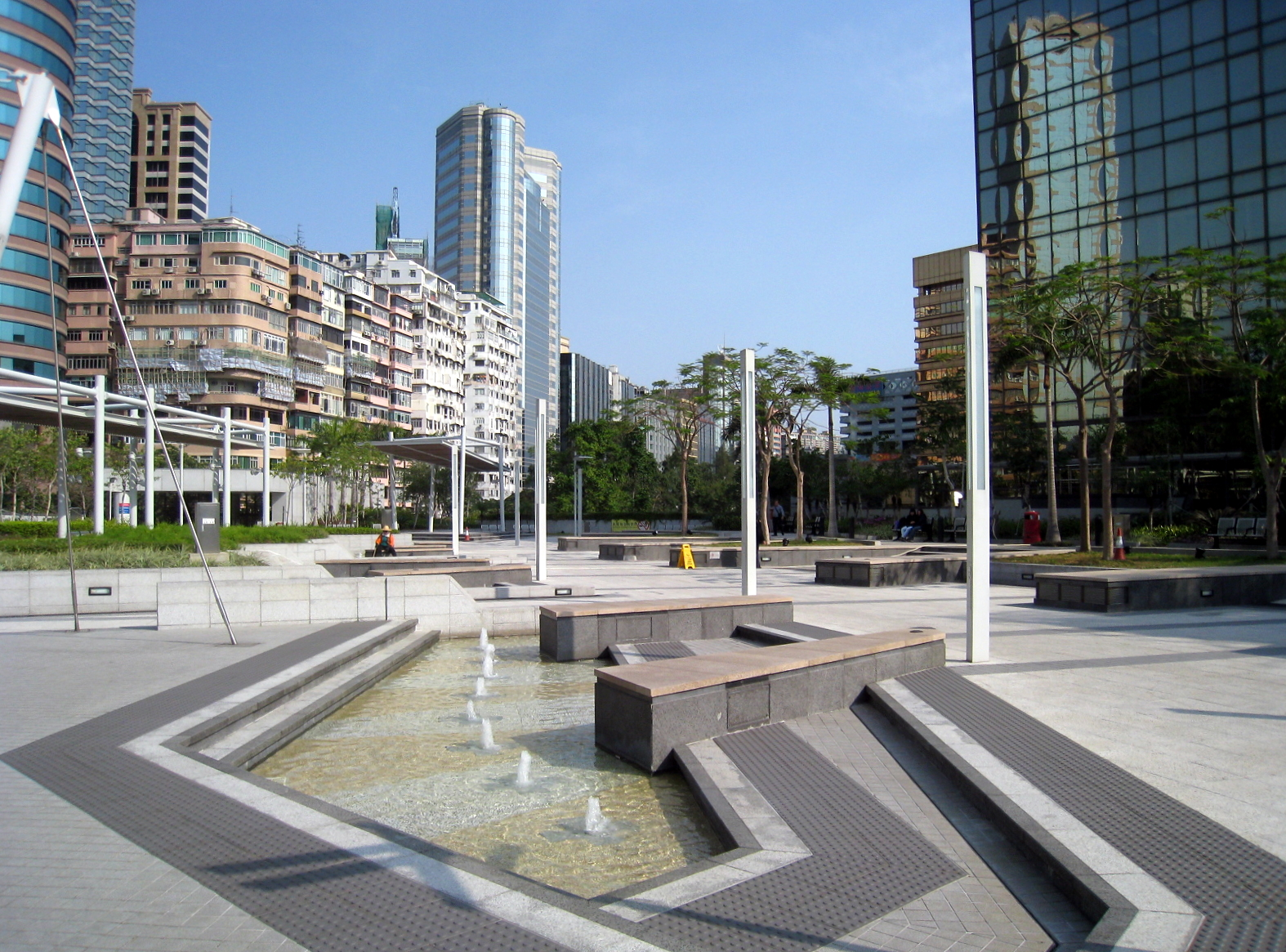
尖沙咀東海濱平台花園

尖沙咀東海濱平台花園（英語：Tsim Sha Tsui East Waterfront Podium Garden），又名星光花園，是香港九龍尖沙咀東南端的一個平台花園，也是「尖沙咀東部的交通接駁系統」一部分。此公共空間24小時開放，由旅遊事務署興建，康樂及文化事務署管理，於2007年8月建成開放。

## 歷史

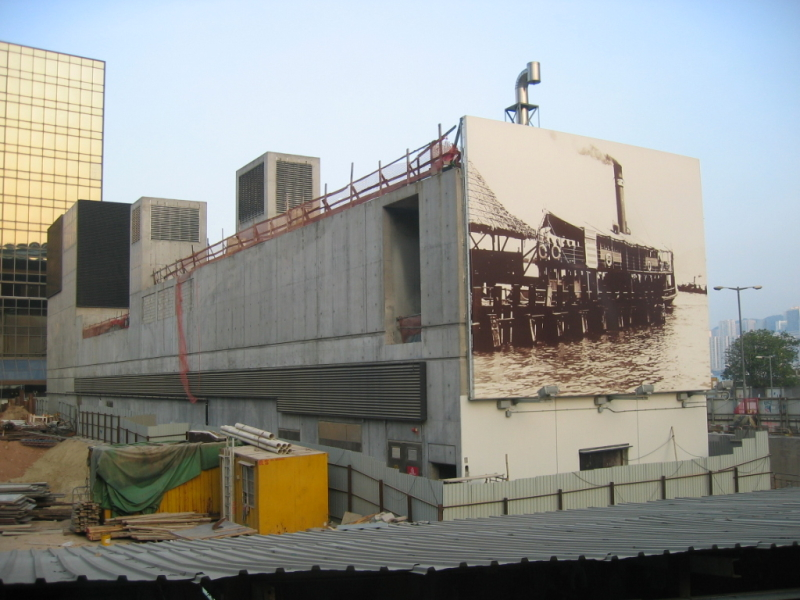
尖沙咀東海濱平台花園興建前的面貌（2004年）

花園前身是永安廣場公園（Wing On Plaza Garden，名字來自旁邊的商業大廈永安廣場）。
為配合政府打算遷移尖沙咀碼頭（天星碼頭）巴士總站，逐趁着九鐵尖沙咀支線工程，將之由地面改到空中，地面則成為巴士總站；同時改建的還有中間道兒童遊樂場（也是由地面改到空中，地面成為公共運輸交匯處），設有行人天橋連接，此外也有天橋兼觀景台連接尖沙咀海濱花園。

## 概述

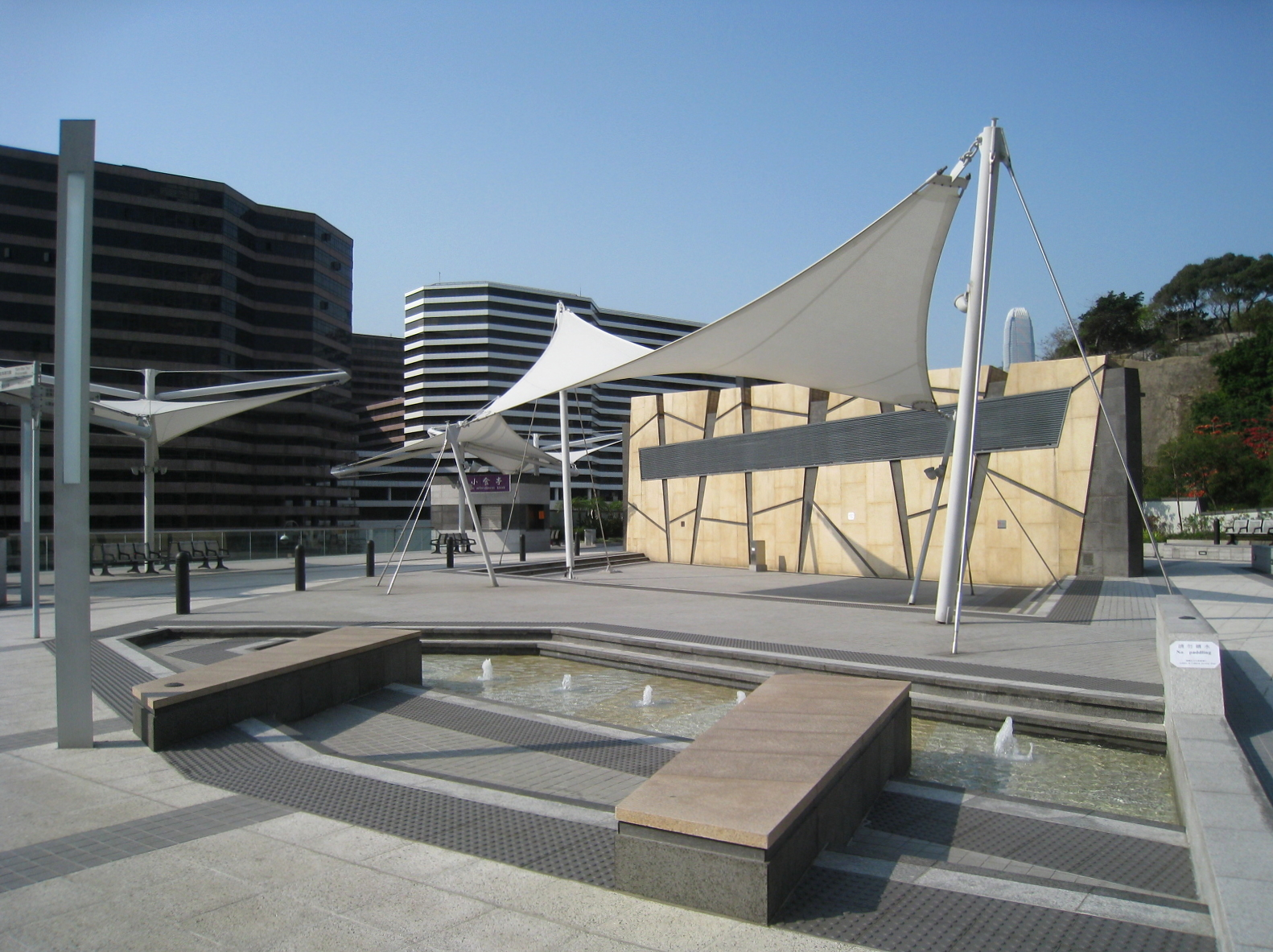
平台花園設置水池、小型劇場、小食亭和涼亭，唯到2013年起停用

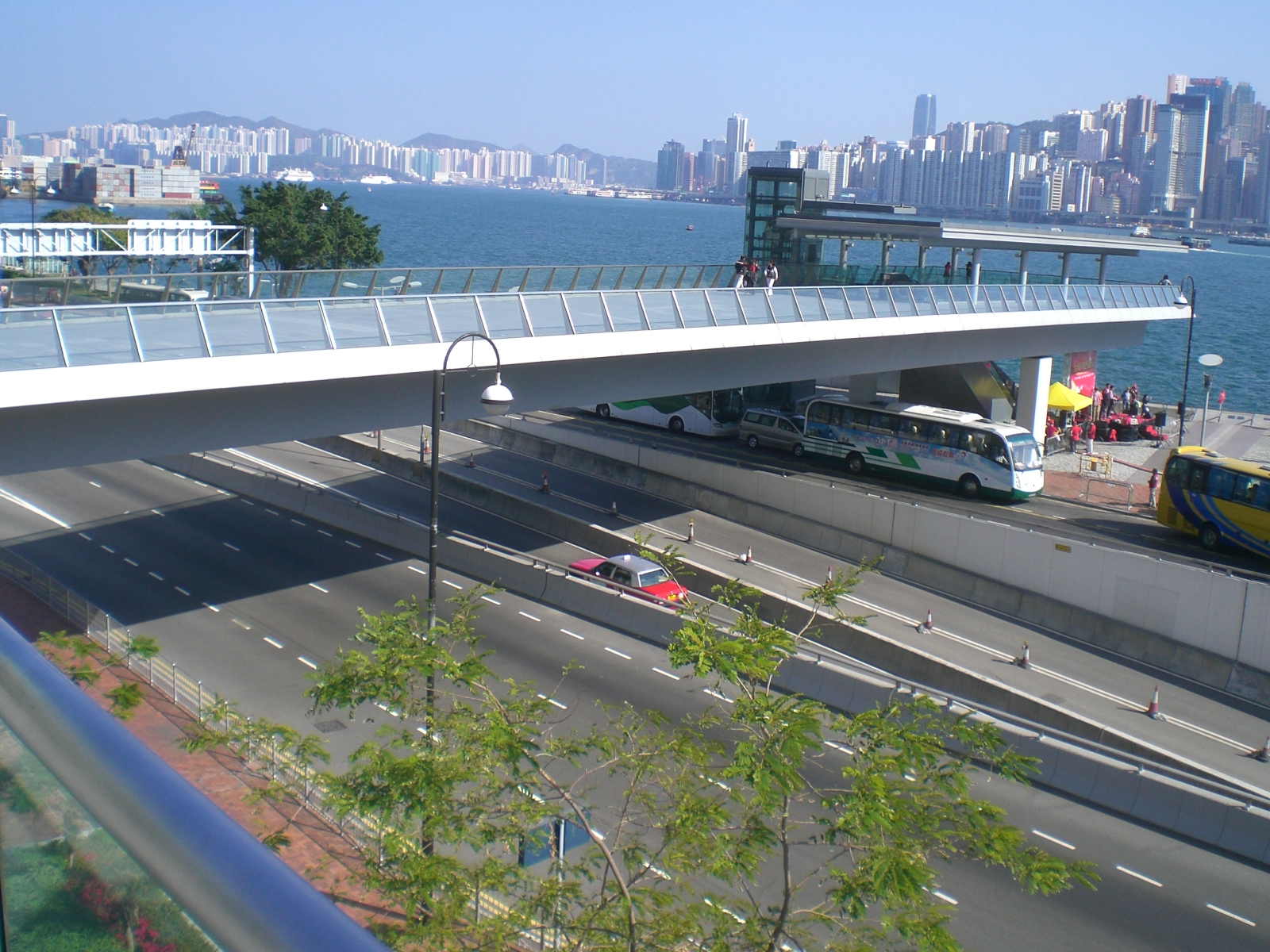
橫跨梳士巴利道的觀景台

本花園採用現代主義的建築風格，設置水池、小型劇場、小食亭和涼亭，亦設有兩部可往返地面的升降機。
由於花園臨近尖東海濱，遊人可從維多利亞港望由銅鑼灣香港中央圖書館至北角東區走廊、鯉魚門海峽、觀塘區至九龍灣等，因此在節日時份吸引不少遊人欣賞維港煙花表演。

## 星光花園
2015年7月，康樂及文化事務署及新世界發展提出活化梳士巴利花園、香港星光大道及尖沙咀海濱花園計劃。
星光大道上四個銅像及部份明星手印於2015年11月15日遷至該處的「星光花園」（Garden of Stars）。花園亦設有一幅63米長的「星光大電影」連環繪圖創作，展現十多部香港電影的經典場面及電影角色。唯原有的107個明星手印中，只有20個手印能重新放置在經仿製的手印架上。其他手印在2016年第一季才展出。。
自星光大道重建完成後，星光花園的手印、明星雕像等已陸續搬回星光大道。

## 公共交通
港鐵
- 屯馬綫 荃灣綫 ：尖東站 尖沙咀站 P1出口

巴士
- 尖沙咀東（麼地道）巴士總站

- 漆咸道南

專線小巴
- 梳士巴利道

專線小巴
花園設有數個出入口，包括位於：
- 麼地道近永安廣場行人電梯
- 港鐵尖東站P1出口升降機
- 尖沙咀海濱花園觀景台出口
- 梳士巴利道巴士站麻石階級（望新世界中心）
- 漆咸道南行人天橋與中間道兒童遊樂場相連

## 鄰近
- 大包米
- 訊號山公園
- 中間道兒童遊樂場

## 外部連結
- 星光花園
- 星光大道 - 香港旅遊發展局 | Discover Hong Kong （页面存档备份，存于）

22°17′47″N 114°10′33″E / 22.2963°N 114.1759°E